# 国务院第四办公室
国务院第四办公室是1954年至1959年中华人民共和国国务院设立的办事机构。

## 历史
1954年11月10日，国务院发出命令设立国务院第四办公室，协助总理掌管纺织工业部、轻工业部、地方工业部、劳动部、中央手工业管理局的工作。
- 主任贾拓夫
- 副主任
  - 宋劭文
  - 周光春

内设综合组、纺织组、轻工业组、手工业组、企业管理组。
1958年与国家经委合署办公。1959年6月，国务院第九十次全体会议决定撤销国务院第四办公室，工作移交国务院财贸办公室。